# 에스메랄다 (1997년 텔레노벨라)
《에스메랄다》(스페인어: Esmeralda)는 1997년 방영된 멕시코의 텔레노벨라이다.